# Prolog (同人誌)
Prolog（プロローグ）は、子役、モデル（全員女性）へのインタビュー記事を中心に構成された同人誌である。

## 概要
判型はB5判。夏と冬の年2回刊行される。同人誌という性格上、編集するために必要とされる部署（いわゆる編集部）を持たない。購入方法としては、直接スタッフからもしくはコミケで買う方法が一般的である。ただし、一部書店でも買えるところもある。かつて雑誌のインタビューを受けた子役・モデル達の中には、現在テレビや映画で大活躍している人物も多数いる。なお、公式ホームページではバックナンバーとしてvol.10からインタビューの一部が閲覧できるようになっている。

## INDEX

### vol.1 - 10
Vol.1（1992年冬）
- 持田真樹
- 藤田香織
- 河野由佳
- 宝田絢子
- 三輪優子

Vol.2（1993年夏）
- 尾羽智加子
- マスカット
- 青木秋美
- 照井あゆ
- 飯塚雅弓
- 早勢美里

Vol.3（1993年冬）
- 吉村涼
- 勇静華
- 服部ジュン
- 吉田愛歩
- 石橋桂

Vol.4（1994年夏）
- 初版発行日：1994年07月07日
- 河野由佳
- 金井れな
- 野村佑香
- 村岡綾佳
- 広瀬仁美

Vol.5（1994年冬）
- 初版発行日：1994年11月21日
- 前田愛
- 御手洗リカ
- 安藤希
- 中野美穂
- 谷井里衣
- 行方麻衣
- 松井友香

Vol.6（1995年夏）
- 初版発行日：1995年07月11日
- 前田亜季
- 安藤聖
- 田中玲香
- 山口美沙
- 絵本真由
- 今崎美帆
- 須藤実咲

Vol.7（1995年冬）
- 初版発行日：1996年02月29日
- 大村彩子
- 三木絵里子
- 鎌田里佳
- 為田真美
- 米澤史織
- 金沢明蘭
- 湯山絵梨

Vol.8（1996年夏）
- 初版発行日：1996年08月05日
- 須山彩
- 高岡さやこ
- 小林悠
- 畠山美香
- 清水真実
- 中武佳奈子

Vol.9（1996年冬）
- 初版発行日：1997年01月07日
- 浜丘麻矢
- 大山祐季
- 浅野史織
- 末永遥
- 渋谷桃子
- 阿部七絵
- 小嶋亜由美
- 井上碧

Vol.10（1997年夏）
- 初版発行日：1997年08月01日
- 前田愛&亜季
- 増岡未央
- 吉田里渚
- 星野涼子
- crybaby（中田あすみ＆白石あやの）
- 棚橋由希
- 篠原麻里

### Vol.11 - 20
Vol.11（1997年冬）
- 初版発行日：1997年12月15日
- 前田織里奈
- 田原加奈子
- たなかさおり
- 西秋愛菜
- 皆川香澄
- 渡辺麻依

Vol.12（1998年夏）
- 初版発行日：1998年08月14日
- 太田彩乃&里奈
- 黒川芽以
- 沼田久美子
- 三上博美
- 山本奈々
- ストロベリーパフェ（Prologニュース特別版）

Vol.13（1998年冬）
- 初版発行日：1998年12月29日
- 安藤聖&倉沢桃子
- 佐久間信子
- 石井明日香
- 田中樹里
- 赤羽瀬里菜
- 清水真実（Prologニュース拡張版）

Vol.14（1999年夏）
- 初版発行日：1999年08月13日
- 田島穂奈美
- レベッカ・レイボーン（ベッキー）
- 前泊理花
- 篠原美紀
- 榊安奈
- 大塚露那

Vol.15（1999年冬）
- 初版発行日：1999年12月14日
- 徐桑安
- 木地山まみ
- 杉本友莉亜
- 村上東奈
- 河辺千恵子
- 百瀬茉莉奈

Vol.16（2000年夏）
- 初版発行日：2000年08月12日
- 竹島由夏
- 本田有花
- 寉岡瑞希&寉岡萌希
- 中村美佳
- 大橋梓
- 石田比奈子

Vol.17（2000年冬）
- 初版発行日：2000年12月29日
- 蒼井優
- 井端珠里
- 舞
- 俵有希子
- 山本恵以
- 逵優希

Vol.18（2001年夏）
- 初版発行日：2001年08月10日
- 秋山莉奈
- 村田ちひろ
- 長谷川桃
- 藤岡みなみ
- 松崎夏希

Vol.19（2001年冬）
- 初版発行日：2001年12月29日
- 俵小百合
- 山岸リサ
- 大谷奈那実
- 森田彩華
- 榎園実穂

Vol.20（2002年夏）
- 初版発行日：2002年08月10日
- 伊倉愛美
- 碇由貴子
- 林美沙里
- 中村有沙
- 蓮沼藍
- 大島優子

### Vol.21 - 30
Vol.21（2002年冬）
- 初版発行日：2002年12月29日
- 松田彩香
- 坂田知美
- 齊藤彩
- 高橋祐月
- 田川惠理

増刊号2003春（2003年春）
- 初版発行日：2003年04月18日
- 鉢嶺杏奈
- 山田さくや
- 塚本璃子

Vol.22（2003年夏）
- 初版発行日：2003年08月16日
- 谷村聡美
- 新穂えりか
- 桜井結花
- 吉田紗也加
- 磯崎きよみ
- 豊田眞唯

Vol.23（2003年冬）
- 初版発行日：2003年12月29日
- 奥田佳菜子
- 竹田真恋人
- 安齊舞
- 白木杏奈
- 小野寺真央
- 菅野莉央

Vol.24（2004年夏）
- 初版発行日：2004年08月14日
- 篠原愛実
- 宮内彩花
- 福田麻由子
- 八武崎碧
- 春名美咲
- 坂野真弥
- 大津綾香

Vol.25（2004年冬）
- 初版発行日：2004年12月30日
- 永井杏
- 後藤果萌
- 北原梢
- 近藤エマ
- 粕谷さくら
- 田島有魅香

Vol.26（2005年夏）
- 初版発行日：2005年08月13日
- 鈴木満梨奈
- 梶原ひかり
- 村崎真彩
- 風間夏実
- 西村優奈
- 石山蓮華

Vol.27（2005年冬）
- 初版発行日：2005年12月30日
- 石丸椎菜
- 鈴木理子
- 芝崎唯奈
- 坂口あずさ
- 藤本七海
- チャームキッズ特集（岡田もも、普天間みさき、村山めい、梅本静香、山田みらの、古井みずき、川上セイラ）

Vol.28（2006年夏）
- 初版発行日：2006年08月12日
- 奥村夏未
- 奥ノ矢佳奈
- 荒井萌
- 柏幸奈
- ココロコロン
- 樹音

Vol.29（2006年冬）
- 初版発行日：2006年12月30日
- 木内江莉
- 神崎愛瑠
- 新井みやび
- 山田帆風
- 有安杏果

Vol.30（2007年夏）
- 初版発行日：2007年08月18日
- 伊藤梨沙子
- 岩本千波
- 加藤茜
- 斉藤晶
- 佐々木彩夏
- 高木李湖

### vol.31 -
vol.31（2007年冬）
- 初版発行日：2007年12月29日
- 松元環季
- 斉藤光香
- 今泉野乃香
- SPLASH
- 角池恵里菜
- 田中明

vol.32（2008年夏）
- 初版発行日：2008年08月15日
- 山田夏海
- 河村満里愛
- 山崎怜奈
- 奈良瞳

vol.33（2008年冬）
- 初版発行日：2009年02月07日
- 松尾瑠璃
- 福地亜紗美
- 五十嵐令子
- 岩田ゆい

vol.34（2009年夏）
- 初版発行日：2009年09月06日
- 佐藤未来
- 工藤あかり
- 奈良柚莉愛
- 橋本彩花

vol.35（2009年冬）
- 大森絢音
- 小松愛莉菜
- 岸本華和
- 桑島真里乃

vol.36（2010年夏-秋）
- 澤田真里愛
- 木村真那月
- 出野泉花
- 勝沼美紅